# 노카난역
노카난역(일본어: 野花南駅)은 일본 홋카이도 아시베쓰시에 있는 홋카이도 여객철도 네무로 본선의 역이다. 역 번호는 T28이며, 단선 승강장 2면 2선의 구조를 지닌 지상역이다.

## 역 주변
- 국도 제38호선

## 역사
- 1913년 11월 10일 : 국철의 역으로서 개업.
- 1976년 4월 1일 : 화물 취급을 폐지.
- 1982년 5월 30일 : 소화물 취급 폐지와 동시에 무인화.
- 1987년 4월 1일 : 민영화에 의해, 홋카이도 여객철도로 이관.

## 인접 정차역
| 홋카이도 여객철도 네무로 본선  | 홋카이도 여객철도 네무로 본선 | 홋카이도 여객철도 네무로 본선 |
| ------------------------------ | ----------------------------- | ----------------------------- |
| T27 가미아시베쓰 다키카와 방면 | 네무로 본선                   | 후라노 T30 신토쿠 방면        |